# Férfi 10 000 méteres síkfutás az 1928. évi nyári olimpiai játékokon
Az 1928. évi nyári olimpiai játékokon az atlétika férfi 10 000 méteres síkfutás versenyszámának döntőjét július 29-én rendezték az Olimpiai Stadionban.

## Rekordok
A versenyt megelőzően a következő rekordok voltak érvényben férfi 10 000 méteres síkfutásban:
| Világrekord     | Paavo Nurmi (FIN)  | 30:06,2 | Kuopio, Finnország    | 1924. augusztus 31. |
| Olimpiai rekord | Ville Ritola (FIN) | 30:23,2 | Párizs, Franciaország | 1924. július 6.     |

A versenyen új olimpiai rekord született:
| Paavo Nurmi (FIN) | 30:18,8 | Amszterdam, Hollandia | 1928. Július 29. |

## Eredmények
Az időeredmények másodpercben értendők. A rövidítések jelentése a következő:
- OR: olimpiai rekord
- DNF: nem ért célba

### Döntő
A döntőt Július 29-én rendezték.
| H     | Név                  | Nemzet                 | E          | Mj |
| ----- | -------------------- | ---------------------- | ---------- | -- |
| Arany | Paavo Nurmi          | Finnország (FIN)       | 30:18,8    | OR |
| Ezüst | Ville Ritola         | Finnország (FIN)       | 30:19,4    |    |
| Bronz | Edvin Wide           | Svédország (SWE)       | 31:00,8    |    |
| 4.    | Jean-Gunnar Lindgren | Svédország (SWE)       | 31:26,0    |    |
| 5.    | Arthur Muggridge     | Nagy-Britannia (GBR)   | 31:31,8    |    |
| 6.    | Ragnar Magnusson     | Svédország (SWE)       | 31:37,2    |    |
| 7.    | Toivo Loukola        | Finnország (FIN)       | 31:39,0    |    |
| 8.    | Kalle Matilainen     | Finnország (FIN)       | 31:45,0    |    |
| 9.    | Wally Beavers        | Nagy-Britannia (GBR)   | 31:48,0    |    |
| 10.   | Suttie Smith         | Nagy-Britannia (GBR)   | 31:50,0    |    |
| 11.   | Robert Marchal       | Franciaország (FRA)    | nincs adat |    |
| 12.   | George Constable     | Nagy-Britannia (GBR)   | nincs adat |    |
| 13.   | Arturo Peña          | Spanyolország (ESP)    | 32:21,8    |    |
| 14.   | Joie Ray             | Egyesült Államok (USA) | nincs adat |    |
| 15.   | Staņislavs Petkēvičs | Lettország (LAT)       | nincs adat |    |
| 16.   | Seghir Beddari       | Franciaország (FRA)    | nincs adat |    |
| 17.   | Karel Nedobitý       | Csehszlovákia (TCH)    | nincs adat |    |
| 18.   | Julien Serwy         | Belgium (BEL)          | nincs adat |    |
| 19.   | Juichi Nagatani      | Japán (JPN)            | nincs adat |    |
| 20.   | Danie Jacobs         | Dél-afrikai Unió (RSA) | nincs adat |    |
|       | Henri Lauvaux        | Franciaország (FRA)    | DNF        |    |
|       | Macauley Smith       | Egyesült Államok (USA) | DNF        |    |
|       | John Romig           | Egyesült Államok (USA) | DNF        |    |
|       | Chavan Singh         | India (IND)            | DNF        |    |